# Albert Sulon
Albert Sulon (Vottem, 3 april 1938 – Herstal, 29 juni 2020) was een Belgisch voetballer die speelde als verdediger. Hij voetbalde in de eerste klasse bij Club Luik en speelde zes interlandwedstrijden  met het Belgisch voetbalelftal.

## Loopbaan
Sulon debuteerde in 1957 samen met zijn tweelingbroer Gérard in het eerste elftal van toenmalig eersteklasser Club Luik. Albert speelde in de verdediging terwijl Gérard in het middenveld speelde. In tegenstelling tot zijn broer kon Albert geen vaste basisplaats in de ploeg verwerven. In 1959 behaalde hij met de ploeg nog een tweede plaats in de Belgische voetbalcompetitie maar hij trok op dat moment naar derdeklasser UR Namur.
Sulon behaalde met de ploeg al meteen de kampioenstitel, waardoor de ploeg promoveerde naar de tweede klasse. Sulon bleef er nog twee seizoenen voetballen en keerde toen terug naar Club Luik.
Bij Luik vond hij zijn tweelingbroer terug en de ploeg was een subtopper geworden, waardoor ze telkens aan de Jaarbeursstedenbeker mochten deelnemen. In de Jaarbeursstedenbeker 1963/64 bereikte de ploeg de halve finales, die ze verloren tegen Real Zaragoza nadat in een eerder stadium Arsenal FC was uitgeschakeld.
De gebroeders Sulon bleven er voetballen tot in 1968 en verlieten toen beiden de ploeg. Albert had op dat moment 143 wedstrijden in de eerste klasse gespeeld. Gérard trok naar Crossing Molenbeek, terwijl Albert bij toenmalig tweedeklasser Tilleur FC ging spelen. De ploeg slaagde er niet meer in om haar verloren plaats in de hoogste afdeling weer in te nemen en Sulon bleef er voetballen tot in 1972.
Tussen 1965 en 1967 speelde Sulon zes wedstrijden met het Belgisch voetbalelftal, waarvan de vier eerste wedstrijden samen met zijn tweelingbroer Gérard.